# Streptocalypta pulchriretis
Streptocalypta pulchriretis är en bladmossart som beskrevs av Richard Henry Zander 1993. Streptocalypta pulchriretis ingår i släktet Streptocalypta och familjen Pottiaceae. Inga underarter finns listade i Catalogue of Life.